# 57
Anul 57 (LVII) a fost  un an obișnuit   după calendarul iulian. E cunoscut ca anul 810  după Ad Urbe Condita și ca anul consulatului lui  Caesar și Piso .

## Evenimente

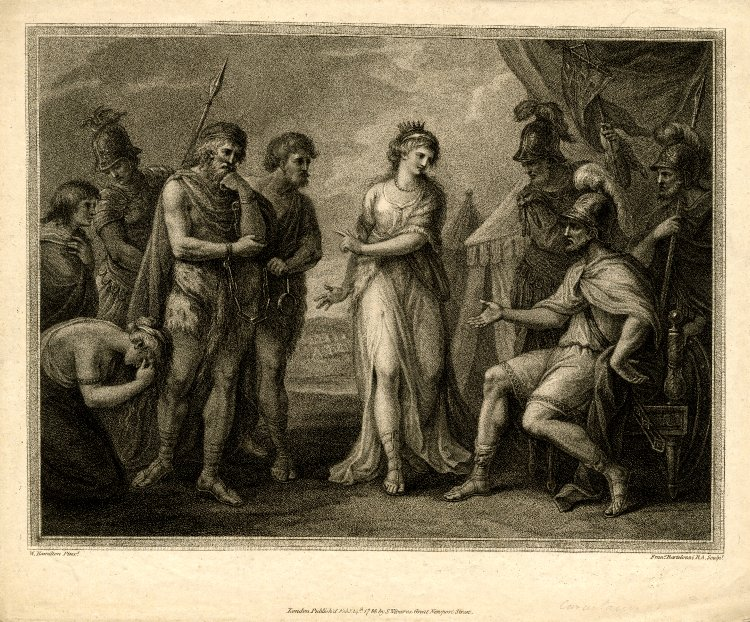
Cartimandua, regina brigantilor

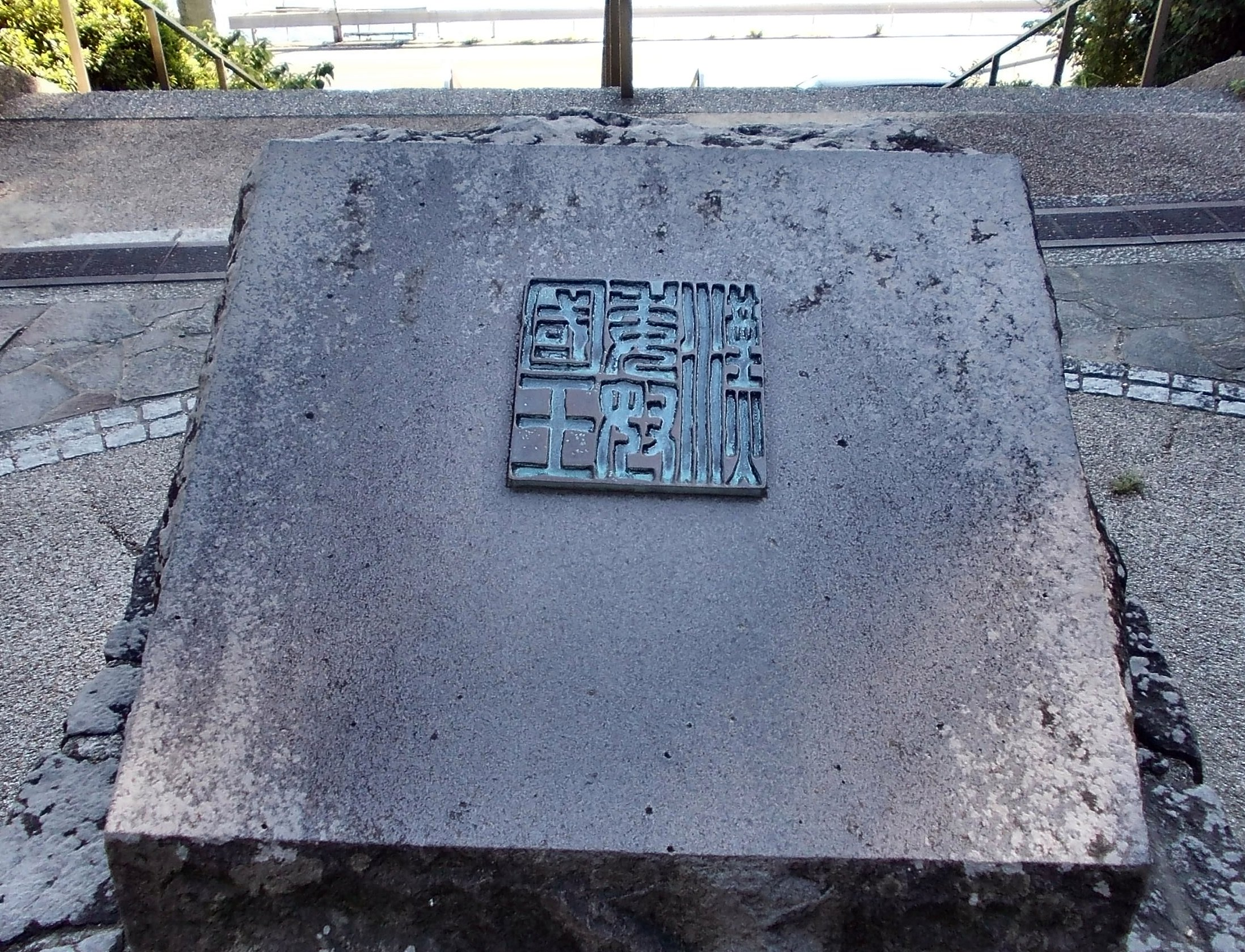
Sigiliul de aur din Nakoku

- O delegație de emisari din Cilicia vine la Roma pentru a-l acuza pe guvernatorul lor, Cossutianus Capito, de extorcare.
- Senatul Roman investighează cazul lui Publius Clodius Thrasea Paetus.
- Împăratul Nero devine consul.
- În Britania, Quintus Veranius Nepos devine guvernator în locul lui Aulus Didius Gallus și începe campania împotriva siluriilor din sudul Țării Galiilor.
- Venutius începe rebeliunea împotriva soției sale,  Cartimandua.
- Împăratul  Guang Wu îi acordă sigiliul de aur  orașului Nakoku, fiind cel mai vechi izvor scrisdin istoria Japoniei. Regele Na îi trimite împăratului Chinei o delegație de emisari.
- 29 martie - Guang Wu moare după o domnie de 32 ani de domnie și este succedat de fiul sau, Han Mingdi.
- Talhae devine regele coreean în Silla.
- Pavel din Tarsus scrie cea de-a două Epistolă către Corintieni și Epistolele către romani.

## Nașteri
- Han Zhang Di, împărat chinez

## Decese
- 29 martie  – Guang Wu,  împărat chinez
- Quintus Veranius, consul și general roman
- Yuri, regele coreean din Silla